# Ksenia Efremova
Pour les articles homonymes, voir Efremov.
Ksenia Efremova, née le 28 avril 2009 à Moscou, est une joueuse de tennis française,, professionnelle depuis 2023. Russe d'origine, elle est naturalisée française en 2023, soit au début de sa carrière professionnelle.

## Jeunesse
Née en 2009 en Russie, à Moscou, Ksenia Efremova est la fille de l'ancienne joueuse de tennis professionnelle Julia Efremova (en), et de l'ancien joueur amateur Alexey Efremov. Elle commence à jouer au tennis à l'âge de trois ans et est entraînée par sa mère. Sa famille, y compris ses frères Alexei et Vladimir, quitte la Russie pour s'installer près de Nice, dans les Alpes-Maritimes, en 2019. Son père meurt d'un lymphome en 2021.
Le 28 juin 2023, elle obtient la nationalité française, par l'effet collectif attaché à la naturalisation de sa mère,,,.

## Carrière

### Junior
Dès son plus jeune âge, Efremova est considérée comme une « prodige du tennis ». À partir de 2019, elle s'entraîne à l'Académie de tennis de Patrick Mouratoglou dans le sud de la France et bénéficie d'un soutien financier de sa fondation Champ'Seed.
À l'âge de onze ans, elle concourt dans la catégorie des 14 ans. À 12 ans, alors qu'elle participe au tournoi des Petits As, elle a déjà un agent, de la compagnie IMG. À 13 ans, en octobre 2022, elle remporte le Masters Tennis Europe dans la catégorie des moins de 14 ans à Monte-Carlo. Il s'agit de son sixième titre de la saison sur le circuit U14 Tennis Europe. En janvier 2023, elle est demi-finaliste des Petits As à Tarbes,.

### Professionnelle
En novembre 2023, à l'âge de 14 ans, Ksenia Efremova remporte son premier match sur le circuit professionnel ITF en battant l'Italienne Camilla Zanolini, à Monastir. Le mois suivant, elle remporte son premier titre ITF en battant l'Allemande Selina Dal en finale, toujours à Monastir. Elle remporte le titre sans perdre un seul set sur son parcours. À 14 ans, 8 mois et 3 jours, elle devient la plus jeune joueuse à remporter un tournoi ITF depuis Sesil Karatantcheva (14 ans, 4 mois et 6 jours), 20 ans auparavant.
La Fédération australienne de tennis lui accorde une wild card pour le tableau principal de l'Open d'Australie Junior 2024,, et le 8 janvier 2024, elle intègre le classement WTA à la 1105e place.
La Française atteint les quarts de finale où elle s'incline face à la future vainqueure du tournoi, la Slovaque Renáta Jamrichová.
Le 2 février, elle représente pour la première fois la France en équipes, lors de la Winter Cup U16 de Tennis Europe.
Le 27 mars, à la suite d'une blessure au coude, elle annonce sur son compte Instagram devoir « arrêter de jouer pendant quatre mois », ce qui l'a contraindrait à manquer les tournois junior de Roland-Garros et Wimbledon. Finalement de retour sur les courts trois mois après, elle revient à temps pour participer à Wimbledon en juillet. Elle s'y incline au deuxième tour qualificatif face à l'Autrichienne Lilli Tagger. 
Elle remporte en juillet un second titre sur le circuit ITF, de nouveau à Monastir, où elle brille en éliminant quatre têtes de séries. Elle s'impose en finale face à l'Américaine Jenna Defalco en trois manches (1-6, 6-3, 6-2). Ce titre lui permet d'entrer dans le top 1000 du classement WTA. 
Ensuite, en novembre, elle remporte un troisième titre, toujours à Monastir et à nouveau en éliminant quatre têtes de séries. En finale, elle s'impose face à la Française Nina Radovanovic en deux sets (6-1, 7-5).
Lors de sa saison 2025, en mars, elle participe à son premier Masters 1000 à Miami à 15 ans en obtenant une wild card pour les qualifications. Cependant elle s'incline dès le premier tour. En mai, elle obtient une autre invitation pour les qualifications de son premier Roland-Garros à 16 ans mais elle ne parvient pas non plus à passer le premier tour.

## Parcours en Grand Chelem

### En simple dames
| Année | Open d'Australie | Open d'Australie | Internationaux de France | Internationaux de France | Wimbledon | Wimbledon | US Open | US Open |
| ----- | ---------------- | ---------------- | ------------------------ | ------------------------ | --------- | --------- | ------- | ------- |
| 2025  | —                | —                | Q1                       | Anna-Lena Friedsam       |           |           |         |         |

N.B. : à droite du résultat se trouve le nom de l'ultime adversaire.

## Classements WTA en fin de saison
| Année          | 2024 |
| Rang en simple | 732  |
| Rang en double | 1470 |

Source : (en) Classements de Ksenia Efremova sur le site officiel de la Fédération internationale de tennis